# جیمز اس لانگر
جیمز اس لانگر (انگلیسی: James S. Langer؛ زاده ۲۲ مارس ۱۹۳۴) یک فیزیک‌دان اهل ایالات متحده آمریکا است.